# Ryan (Familienname)
Ryan ist ein Familienname irischer Herkunft. Ursprüngliche irisch-sprachige Formen sind Ó Riain (ältere Schreibung Ó Riaghain, „Abkömmling des Riaghan“), Ó Maoilriain (Ó Maoilriaghain, „Abkömmling des Anhängers Riaghans“) und Ó Ruaidhín („Abkömmling des Ruaidhín“).

## Namensträger

### A
- Alston Ryan (* 1993), Boxer aus Antigua und Barbuda
- Amy Ryan (* 1969), US-amerikanische Schauspielerin
- André Ryan (* 1987), Fußballspieler für die Britischen Jungferninseln
- Andrew Ryan (Diplomat) (1876–1949), britischer Diplomat
- Andrew Ryan (Schauspieler), australischer Schauspieler
- Anthony Ryan (Tennisspieler), australischer Tennisspieler
- Anthony Ryan (Schriftsteller) (* 1970), britischer Schriftsteller
- Anthony Ryan (Bobfahrer) (* 1980), australischer Bobsportler
- Archie Ryan (* 2001), irischer Radrennfahrer
- Arthur Ryan (1935–2019), irischer Unternehmer und Manager

### B
- Barry Ryan (1948–2021), britischer Sänger
- Bianca Ryan (* 1994), US-amerikanische Sängerin
- Bill Ryan (Journalist) (1926–1997), US-amerikanischer Journalist
- Bill Ryan (Footballspieler) (* 1944), australischer Australian-Football-Spieler
- Bill Ryan (Sozialwissenschaftler) (* 1955), kanadischer Sozialwissenschaftler und Hochschullehrer
- Bill Ryan (Komponist), US-amerikanischer Filmkomponist
- Birgit Ryan (* 1976), färöische Fußballspielerin
- Blanchard Ryan (* 1967), US-amerikanische Schauspielerin
- Bobby Ryan (* 1987), US-amerikanischer Eishockeyspieler
- Brendan Ryan (Politiker, 1946) (* 1946), irischer Politiker aus Cork
- Brendan Ryan (Politiker, 1953) (* 1953), irischer Politiker aus Dublin
- Brendan Ryan (Rennfahrer), irischer Motorradrennfahrer
- Brendan Ryan (Komponist), Filmkomponist
- Brendan Ryan (Baseballspieler) (* 1982), US-amerikanischer Baseballspieler
- Buddy Ryan (James David Ryan; 1931–2016), US-amerikanischer American-Football-Trainer

### C
- Caelan Ryan (* 2005), thailändisch-englischer Fußballspieler
- Cara Feain-Ryan (* 1999), australische Hindernisläuferin
- Caroline Ryan (* 1979), irische Radrennfahrerin und Ruderin
- Catarina Lindqvist-Ryan (* 1963), schwedische Tennisspielerin
- Cathy Cahlin Ryan, US-amerikanische Schauspielerin
- Christian Ryan (* 1977), australischer Ruderer
- Christopher Ryan (geb. Christopher Papazoglou; * 1950), britischer Schauspieler
- Christopher D. Ryan (* 1958), österreichischer Sportkommentator
- Cornelius Ryan (1920–1974), irischer Journalist und Schriftsteller
- Cornelius E. Ryan (1896–1972), US-amerikanischer Generalmajor

### D
- D. D. Ryan (1928–2007), US-amerikanische Herausgeberin
- Daniel Ryan (Eiskunstläufer) (um 1930–1961), US-amerikanischer Eiskunstläufer
- Daniel Ryan (Schauspieler) (* 1968), britischer Schauspieler
- Daniel J. Ryan (1855–1923), US-amerikanischer Politiker
- Daniel Leo Ryan (1930–2015), US-amerikanischer Geistlicher, Bischof von Springfield
- Dean Ryan (Rugbyspieler) (* 1966), englischer Rugby-Union-Spieler
- Dean Ryan (Tontechniker), australischer Tontechniker
- Debby Ryan (* 1993), US-amerikanische Schauspielerin
- Deirdre Ryan (* 1982), irische Hochspringerin
- Derek Ryan (Fußballspieler) (* 1967), irischer Fußballspieler
- Derek Ryan (Squashspieler) (* 1969), irischer Squashspieler
- Derek Ryan (Sänger) (* 1983), irischer Popsänger
- Derek Ryan (Eishockeyspieler) (* 1986), US-amerikanischer Eishockeyspieler
- Dermot Ryan (1924–1985), irischer Geistluicher, Erzbischof von Dublin
- Donal Ryan (* 1976/1977), irischer Schriftsteller
- Donald Ryan, US-amerikanischer Pianist und Hochschullehrer
- Donnacha Ryan (* 1983), irischer Rugby-Union-Spieler
- Doreen Ryan (* 1931), kanadische Eisschnellläuferin

### E
- Eamon Ryan (* 1963), irischer Politiker
- Edward Francis Ryan (1879–1956), US-amerikanischer Geistlicher, Bischof von Burlington
- Eileen Ryan (1928–2022), US-amerikanische Schauspielerin
- Elizabeth Ryan (Tennisspielerin) (1892–1979), US-amerikanische Tennisspielerin
- Elizabeth Ryan (Schwimmerin) (1923–1998), US-amerikanische Schwimmerin
- Elizabeth Ryan (Trainerin), australische Eiskunstlauftrainerin, Preisrichterin und Unternehmerin
- Elizabeth Ryan (Hockeyspielerin) (* 1985), neuseeländische Hockeyspielerin
- Elizabeth Anna Martina Ryan, bekannt als Gig Ryan (* 1956), australische Dichterin
- Elmer Ryan (1907–1958), US-amerikanischer Politiker
- Eoin Ryan senior (1920–2001), irischer Politiker
- Eoin Ryan junior (* 1953), irischer Politiker
- Evan Ryan (* 1971), US-amerikanische Beamtin und Politikerin

### F
- Felicity Sheedy-Ryan (* 1985), australische Triathletin
- Finbar Ryan (1881–1975), irischer Dominikaner, Erzbischof von Port of Spain
- Francis Ryan (Fußballspieler) (1908–1977), US-amerikanischer Fußballspieler
- Francis Joseph Ryan (1916–1963), US-amerikanischer Genetiker und Zoologe
- Frank Ryan (Politiker) (1902–1944), irischer Politiker und Mitglied der IRA
- Frank Ryan (Regisseur) (1907–1947), US-amerikanischer Regisseur
- Frank Ryan (Footballspieler) (1936–2024), US-amerikanischer American-Football-Spieler
- Frank Ryan (1954–2009), britischer Musiker, Komponist und Autor, siehe Richard Ryan Graves

### G
- Gail Rowell-Ryan (* 1939), US-amerikanische Maskenbildnerin
- Gary Ryan (* 1972), irischer Sprinter
- George Ryan (1934–2025), US-amerikanischer Politiker
- Gerry Ryan (Geschäftsmann) (* 1949), australischer Geschäftsmann
- Gerry Ryan (Fußballspieler) (1955–2023), irischer Fußballspieler
- Gerry Ryan (1956–2010), irischer Radio- und Fernsehmoderator
- Gig Ryan (Elizabeth Anna Martina Ryan; * 1956), britisch-australische Dichterin
- Greg Ryan (* 1957), US-amerikanischer Fußballtrainer

### H
- H. W. Blood-Ryan (vor 1910–nach 1943), britischer Journalist
- Harold M. Ryan (1911–2007), US-amerikanischer Politiker
- Harris J. Ryan (1866–1934), US-amerikanischer Hochspannungstechniker
- Harry Ryan (1893–1961), britischer Radrennfahrer
- Heath Ryan (Reiter) (* 1958), australischer Reiter
- Heath Ryan (Filmeditor), australischer Filmeditor
- Hermine Braunsteiner-Ryan (1919–1999), österreichische KZ-Aufseherin
- Hugo Edward Ryan (1888–1977), australischer Bischof

### I
- Ida Annah Ryan (1873–1950), US-amerikanische Architektin
- Irene Ryan (1902–1973), US-amerikanische Schauspielerin

### J
- James Ryan (Bischof, 1806) (1806–1889), irischer Geistlicher, Bischof von Killaloe
- James Ryan (Bischof, 1848) (1848–1923), US-amerikanischer Geistlicher, Bischof von Alton
- James Ryan (Rugbyspieler, 1887) (1887–1957), neuseeländischer Rugbyspieler
- James Ryan (Politiker) (1891–1970), irischer Politiker
- James Ryan (Cricketspieler) (1892–1915), englischer Cricketspieler
- James Ryan (* 1945), schottischer Fußballspieler und -trainer, siehe Jimmy Ryan
- James Ryan (Schauspieler), US-amerikanischer Actionschauspieler
- James Ryan (Filmeditor), US-amerikanischer Filmeditor
- James Ryan (Rugbyspieler, 1983), neuseeländischer Rugbyspieler
- James Ryan (Rugbyspieler, 1996), irischer Rugbyspieler
- James Hugh Ryan (1886–1948), US-amerikanischer Geistlicher, Erzbischof von Omaha
- James L. Ryan (* 1932), US-amerikanischer Richter
- James Michael Ryan (Tiago Miguel Ryan; 1912–2002), US-amerikanischer Ordensgeistlicher, Bischof von Santarém
- James Nally Ryan (1907–1990), US-amerikanischer General, siehe James M. Gavin
- James Wilfrid Ryan (1858–1907), US-amerikanischer Politiker
- Jay Ryan (* 1981), neuseeländischer Schauspieler
- Jeri Ryan (* 1968), US-amerikanische Schauspielerin
- Jim Ryan (Musiker) (um 1934–2023), US-amerikanischer Jazzmusiker
- Jim Ryan (Drehbuchautor) (James Francis Ryan; 1936–2022), US-amerikanischer Drehbuchautor
- Jim Ryan (Politiker) (James E. Ryan; 1946–2022), US-amerikanischer Jurist und Politiker
- Jim Ryan (Manager) (* 1968), britischer Geschäftsmann
- Jimmy Ryan (James Ryan; * 1945), schottischer Fußballspieler und -trainer
- Joakim Ryan (* 1993), US-amerikanisch-schwedischer Eishockeyspieler
- Joan Ryan (* 1955), britische Politikerin
- John Ryan (Politiker) (1911–1988), australischer Politiker
- John Ryan (Comiczeichner) (1921–2009), britischer Comiczeichner
- John Ryan (Beamter) (1923–1987), australischer Diplomat und Leiter des Australian Secret Intelligence Service
- John Ryan (Rugbyspieler) (1939–2022), walisischer Rugby-Union-Spieler
- John Ryan (Schwimmer) (* 1944), australischer Schwimmer
- John Ryan (Fußballspieler, 1947) (* 1947), englischer Fußballspieler
- John Ryan (Geschäftsmann) (* 1950), englischer Geschäftsmann
- John Ryan (Produzent), US-amerikanischer Filmproduzent
- John Ryan (Fußballspieler, 1962) (* 1962), englischer Fußballspieler
- John Ryan (Fußballspieler, 1968) (* 1968), irischer Fußballspieler
- John Ryan (Fußballspieler, 1974) (* 1974), färöischer Fußballspieler
- John Alphonsus Ryan (* 1952), irischer Ordensgeistlicher, Bischof von Mzuzu in Malawi
- John D. Ryan (1915–1983), US-amerikanischer Luftwaffenoffizier
- John Joseph Ryan (1927–2014), irischer Politiker
- John Joseph Thomas Ryan (1913–2000), US-amerikanischer Militärbischof
- John L. Ryan (1903–1976), US-amerikanischer Generalleutnant
- John P. Ryan (1936–2007), US-amerikanischer Schauspieler
- Jonathan Ryan, irischer Schauspieler
- Johnny Ryan (* 1980), irischer Datenschützer
- Jon Ryan (* 1981), kanadischer Canadian-Football- und American-Football-Spieler
- Joseph Ryan (Ruderer) (Joe Ryan; 1879–1972), US-amerikanischer Ruderer
- Joseph Ryan (Schachspieler) (* 1968), irischer Schachspieler
- Joseph A. Ryan (* um 1970), US-amerikanischer Offizier
- Joseph Francis Ryan (1897–1990), kanadischer Geistlicher
- Joy Ryan(* 1950), irische Filmproduzentin und Schauspielerin
- Julie Ryan (Filmproduzentin, I), australische Filmproduzentin
- Julie Ryan (Filmproduzentin, 1984) (* 1984), irische Filmproduzentin

### K
- Karen Ryan (* 1984), US-amerikanische Filmproduzentin
- Kaseem Ryan (1972–2024), bürgerlicher Name von Ka (Rapper)
- Kate Ryan (* 1980), belgische Sängerin
- Katherine Ryan (* 1983), kanadische Komikerin, Autorin, Moderatorin und Schauspielerin
- Kay Ryan (* 1945), US-amerikanische Dichterin
- Kevin Ryan (Pädagoge) (Kevin Albert Ryan; * 1932), US-amerikanischer Pädagoge, Sozialwissenschaftler und Hochschullehrer
- Kevin Ryan (Rugbyspieler) (* 1934), australischer Rugbyspieler und Politiker
- Kevin Ryan (Leichtathlet) (* 1949), neuseeländischer Langstreckenläufer
- Kevin Ryan (Schriftsteller) (Kevin J. Ryan), US-amerikanischer Schriftsteller
- Kevin Ryan (Molekularbiologe), Molekularbiologe
- Kevin Ryan (Eishockeyspieler, 1966) (* 1966), deutsch-kanadischer Eishockeyspieler und -trainer
- Kevin Ryan (Schauspieler) (* 1984), irischer Schauspieler
- Kevin Ryan (Eishockeyspieler, 1990) (* 1990), US-amerikanischer Eishockeyspieler

### L
- Lance Ryan (* 1971), kanadischer Opernsänger (Tenor)
- Lauren Ryan (* 1998), australische Langstreckenläuferin
- Laurence Ryan (1931–2003), irischer Geistlicher, Bischof von Kildare und Leighli
- Lawrence Vincent Ryan (1923–2019), US-amerikanischer Philologe
- Lee Ryan (* 1983), britischer Sänger
- Leo J. Ryan (1925–1978), US-amerikanischer Politiker
- Logan Ryan (* 1991), US-amerikanischer American-Football-Spieler

### M
- Madge Ryan (1919–1994), australische Schauspielerin
- Marc Ryan (* 1982), neuseeländischer Radrennfahrer
- Marcelo Ryan (* 2002), brasilianischer Fußballspieler
- Margaret A. Ryan, US-amerikanische Juristin
- Marion Ryan (1931–1999), britische Sängerin
- Mark Ryan (* 1956), britischer Schauspieler
- Mary Ryan (1898–1981), irische Politikerin (Fianna Fáil)
- Mason Ryan (* 1982), walisischer Wrestler
- Mathew Ryan (* 1992), australischer Fußballtorhüter
- Matt Ryan (Schauspieler) (* 1981), britischer Schauspieler
- Matt Ryan (Eishockeyspieler) (* 1983), kanadischer Eishockeyspieler
- Matt Ryan (Ruderer) (* 1984), australischer Ruderer
- Matt Ryan (Footballspieler) (* 1985), US-amerikanischer American-Football-Spieler
- Matt Ryan (Basketballspieler) (* 1997), US-amerikanischer Basketball-Spieler
- Matthew Ryan (Feuerwehrmann) (1849–1887), US-amerikanischer Feuerwehrmann
- Matthew Ryan (Reiter) (* 1964), australischer Vielseitigkeitsreiter
- Matthew Ryan (Rugbyspieler) (* 1969), australischer Rugby-League-Spieler
- Matthew Ryan (Musiker) (* 1971), US-amerikanischer Musiker
- Matthew J. Ryan (1932–2003), US-amerikanischer Politiker
- Matthew S. Ryan (* 1988), irischer Diplomat
- Max Ryan (* 1967), britischer Schauspieler
- Meg Ryan (* 1961), US-amerikanische Schauspielerin
- Melissa Ryan (* 1972), US-amerikanische Ruderin
- Michael Ryan (Archäologe) (* 1947), irischer Archäologe
- Michael Ryan (Schauspieler, I), kanadischer Schauspieler
- Michael Ryan (Schauspieler, II), US-amerikanischer Schauspieler
- Michael Ryan (Footballfunktionär), australischer American-Football-Funktionär
- Michael Ryan (Drehbuchautor), US-amerikanischer Drehbuchautor und Produzent
- Michael Ryan (Schauspieler, III), US-amerikanischer Schauspieler
- Michael Ryan (Eishockeyspieler) (* 1980), US-amerikanischer Eishockeyspieler
- Michael E. Ryan (* 1941), US-amerikanischer Luftwaffenoffizier
- Michael J. Ryan (Leichtathlet) (Michael James Ryan; 1889–1971), US-amerikanischer Marathonläufer
- Michael J. Ryan (Verhaltensforscher) (Michael Joseph Ryan; * 1953), US-amerikanischer Verhaltensforscher
- Michael J. Ryan (Paläontologe) (* 1957), kanadischer Paläontologe
- Michael J. Ryan (Politiker) (* 1964), US-amerikanischer Jurist und Politiker
- Michael Robert Ryan (1960–1987), britischer Amokläufer, siehe Amoklauf von Hungerford
- Michelle Ryan (* 1984), britische Schauspielerin
- Mick Ryan, australischer General
- Mike Ryan (* 1941), neuseeländischer Langstreckenläufer
- Mitchell Ryan (1934–2022), US-amerikanischer Schauspieler

### N
- Nicky Ryan (* 1949), irischer Musikproduzent
- Nigel Ryan (1929–2014), britischer Journalist und Fernsehintendant
- Noel Ryan (1911–1969), australischer Schwimmer
- Nolan Ryan (* 1947), US-amerikanischer Baseballspieler

### P
- Paddy Ryan (1851–1900), irisch-amerikanischer Boxer
- Pam Ryan (* 1939), australische Hürdenläuferin, Sprinterin und Weitspringerin
- Pam Muñoz Ryan (* 1951), US-amerikanisch-mexikanische Schriftstellerin
- Pat Ryan (1883–1964), US-amerikanischer Hammerwerfer
- Pat Ryan (Basketballtrainer), US-amerikanisch-schwedischer Basketballtrainer und -spieler
- Pat Ryan (Politiker) (* 1982), US-amerikanischer Politiker
- Patricia Ryan (Autorin) (* 1954), US-amerikanische Schriftstellerin
- Patricia Ryan (Reiterin), irische Reiterin
- Patricia Ryan (Richterin), irische Richterin
- Patricia Ryan (Politikerin) (* 1969), irische Politikerin der Sinn Féin
- Patricia Ryan Nixon (1912–1993), Ehefrau von Richard Nixon, siehe Pat Nixon
- Patrick Ryan (Bischof) (1814–1819), irischer Geistlicher, Bischof von Fern
- Patrick Ryan (Politiker, 1898) (1898–1944), irischer Politiker (Sinn Féin)
- Patrick Ryan (Autor) (1916–?), englischer Autor
- Patrick Ryan (Politiker, 1948) (* 1948), US-amerikanischer Politiker (Jersey)
- Patrick Ryan (Baseballspieler) (* 1983), US-amerikanischer Baseballspieler
- Patrick John Ryan (1831–1911), irisch-amerikanischer Geistlicher, Erzbischof von Philadelphia
- Patrick Joseph Ryan (Henri Plisson; 1934–2006), US-amerikanischer Maler
- Patty Ryan (Malerin), US-amerikanische Malerin
- Patty Ryan (1961–2023), deutsche Sängerin
- Paul Ryan (Künstler) (1943–2013), US-amerikanischer Künstler
- Paul Ryan (Musiker) (1948–1992), britischer Sänger und Songwriter
- Paul Ryan (Comiczeichner) (1949–2016), US-amerikanischer Comiczeichner
- Paul Ryan (Politiker) (* 1970), US-amerikanischer Politiker
- Paul Ryan (Biathlet) (* 1970), britischer Biathlet
- Penny Ryan (* 1960), kanadische Curlerin
- Peter Ryan (Kolumnist) (1923–2015), australischer Kolumnist, Autor und Spion
- Peter Ryan (1940–1962), kanadischer Rennfahrer
- Peter G. Ryan (* 1962), südafrikanischer Biologe und Naturschützer
- Prestin Ryan (* 1980), kanadischer Eishockeyspieler

### R
- Reg Ryan (1925–1997), irischer Fußballspieler
- Rex Ryan (* 1962), US-amerikanischer American-Football-Trainer
- Richard Ryan (Bischof) (1881–1957), australischer Geistlicher, Bischof von Sale
- Richard Ryan (Diplomat) (* 1946), irischer Diplomat
- Richard M. Ryan (* 1953), US-amerikanischer Psychologe und Hochschullehrer
- Richelle Ryan (* 1985), US-amerikanische Pornodarstellerin
- Richie Ryan (Politiker) (Richard Ryan; 1929–2019), irischer Politiker
- Richie Ryan (Fußballspieler) (Richard Ryan; * 1985), irischer Fußballspieler
- Rob Ryan (* 1962), US-amerikanischer American-Football-Trainer
- Robbie Ryan (* 1970), irischer Kameramann
- Robert Ryan (1909–1973), US-amerikanischer Schauspieler
- Robert J. Ryan Sr. (Robert Joseph Ryan; 1914–2003), US-amerikanischer Diplomat
- Robert J. Ryan Jr. (* 1939), US-amerikanischer Diplomat
- Roderick T. Ryan (1924–2007), US-amerikanischer Kameramann und Techniker
- Roma Ryan (* 1950), britische Schriftstellerin und Lyrikerin
- Ronald Ryan (1925–1967), australischer Straftäter
- Rupert Ryan (* 1974), neuseeländischer Fußballspieler

### S
- Sandy Ryan (* 1993), englische Boxerin
- Sarah Ryan (* 1977), australische Schwimmerin
- Scott Ryan (Politiker, 1965) (* 1965), US-amerikanischer Politiker
- Scott Ryan (Politiker, 1973) (Scott Michael Ryan, 1973), australischer Politiker
- Scott Ryan (Schauspieler), australischer Schauspieler, Drehbuchautor und Regisseur
- Sean Ryan (Radsportler) (* 1941), britischer Radrennfahrer
- Seán Ryan (Politiker) (* 1943), irischer Politiker
- Seán Ryan (Richter) (* 1948), irischer Richter
- Shawn Ryan (* 1966), US-amerikanischer Fernsehproduzent und Drehbuchautor
- Sheila Ryan (1921–1975), US-amerikanische Schauspielerin
- Stephen Michael Vincent Ryan (1826–1896), kanadischer Ordensgeistlicher, Bischof von Buffalo
- Susan Ryan (1942–2020), australische Politikerin (ALP)
- Suzanne Ryan, australische Fernsehproduzentin
- Sylvester Donovan Ryan (* 1930), US-amerikanischer Geistlicher, Bischof von Mobile

### T
- T. Claude Ryan (1898–1982), US-amerikanischer Luftfahrtingenieur
- Tayte Ryan (* 2006), australischer Radrennfahrer
- Terry Ryan (Drehbuchautor) (1922–2001), US-amerikanischer Drehbuchautor
- Terry Ryan (Rennfahrer) (* 1938), US-amerikanischer Rennfahrer
- Terry Ryan (Tennisspieler) (* 1942), südafrikanischer Tennisspieler
- Terry Ryan (Autorin) (1946–2007), US-amerikanische Autorin
- Terry Ryan (Eishockeyspieler, 1952) (* 1952), kanadischer Eishockeyspieler
- Terry Ryan (Baseballfunktionär) (* 1953), US-amerikanischer Baseballspieler und -funktionär
- Terry Ryan (Kostümbildner), australischer Kostümbildner
- Terry Ryan (Eishockeyspieler, 1977) (* 1977), kanadischer Eishockeyspieler
- Theresa Cliff-Ryan (* 1978), US-amerikanische Radrennfahrerin und Inline-Skaterin
- Thomas Ryan (Politiker, 1804) (1804–1889), kanadischer Politiker (Quebec)
- Thomas Ryan (Politiker, 1837) (1837–1914), US-amerikanischer Politiker (Kansas)
- Thomas Ryan (Politiker, 1849) (1849–1937), kanadischer Politiker (Winnipeg)
- Thomas Ryan (Politiker, 1870) (1870–1943), australischer Politiker (South Australia)
- Thomas Ryan (Reiter), irischer Springreiter
- Thomas Jefferson Ryan (1890–1968), US-amerikanischer Politiker
- Thomas Joseph Ryan (Politiker, 1852) (Tommy Ryan; 1852–??), australischer Politiker, Parlamentsmitglied von Queensland
- Thomas Joseph Ryan (Politiker, 1876) (T. J. Ryan; 1876–1921), australischer Politiker, Premierminister von Queensland
- Thomas Joseph Ryan (Autor) (* 1942), kanadischer Schriftsteller
- Thomas P. Ryan (1928–2003), US-amerikanischer Politiker
- Tiago Miguel Ryan (1912–2002), US-amerikanischer Ordensgeistlicher, Bischof von Santarém, siehe James Michael Ryan
- Tim Ryan (Schauspieler) (1899–1956), US-amerikanischer Schauspieler
- Tim Ryan (* 1973), US-amerikanischer Politiker
- Tommy Ryan (1870–1948), US-amerikanischer Boxer
- Tony Ryan (Thomas Anthony Ryan; 1936–2007), irischer Luftfahrtunternehmer
- Tony Ryan (Chemiker) (Anthony John Ryan; * 1962), britischer Chemiker

### V
- Vincent James Ryan (1884–1951), Bischof von Bismarck

### W
- Walter d’Arcy Ryan (1870–1934), US-amerikanischer Lichtgestalter
- William Ryan (Politiker) (1840–1925), US-amerikanischer Politiker (New York)
- William Ryan (Geologe), US-amerikanischer Geologe
- William Ryan (Segler) (* 1988), australischer Segler
- William Fitts Ryan (1922–1972), US-amerikanischer Politiker
- William H. Ryan (1860–1939), US-amerikanischer Politiker